# Roger Bosman
Roger Bosman (Beveren, 18 november 1928) was een Belgisch arts en politicus voor het Vlaams Blok.

## Levensloop
Bosman volgde middelbare studies aan het Sint-Jozefscollege van Turnhout en studeerde van 1946 tot 1954 geneeskunde aan de Katholieke Universiteit Leuven. Hij specialiseerde zich vervolgens als radioloog en van 1958 tot 1991 werkte hij in het Sint-Jozefsziekenhuis van Mechelen.
Hij kwam in contact met de Vlaamse Beweging door zijn deelnames aan de IJzerbedevaart en het Vlaams Nationaal Zangfeest. In 1983 werd hij lid van het Vlaams Blok. Van deze partij werd hij bestuurslid van de Mechelse afdeling en lid van het arrondissementieel bestuur. Tevens was hij van 1989 tot 1991 OCMW-raadslid van Mechelen. 
Van 1991 tot 1995 was hij rechtstreeks verkozen senator voor het kiesarrondissement Mechelen-Turnhout. In de periode januari 1992-mei 1995 had hij als gevolg van het toen bestaande dubbelmandaat ook zitting in de Vlaamse Raad. De Vlaamse Raad was vanaf 21 oktober 1980 de opvolger van de Cultuurraad voor de Nederlandse Cultuurgemeenschap, die op 7 december 1971 werd geïnstalleerd, en was de voorloper van het huidige Vlaams Parlement.  